# Christian Garve
Christian Garve, född 7 januari 1742 i Breslau, död 1 december 1798 i Breslau, tysk filosof som var 1768-72 extra ordinarie professor i filosofi i Leipzig.
Han var en av den tyska populära filosofins ambitiösaste författare, och hans många skrifter vittnar om skarpsinniga och omfattande iakttagelser av människolivet, vilka han framställde i en för hans samtida tilltalande form. Garve var även en utmärkt översättare (delvis bearbetare) av åtskilliga engelska, latinska och grekiska arbeten.